# Comuna Stari Maiakî, Berezivka
Stari Maiakî (în ucraineană Старі Маяки) este o comună în raionul Berezivka, regiunea Odesa, Ucraina, formată din satele Iakîmiv Iar, Jovtneve, Novi Maiakî, Stari Maiakî (reședința), Tîmofiivka și Zolocivske.

## Demografie
Componența lingvistică a comunei Stari Maiakî
     Ucraineană (89,95%)
     Română (6,8%)
     Rusă (2,14%)
     Alte limbi (0,71%)
Conform recensământului din 2001, majoritatea populației comunei Stari Maiakî era vorbitoare de ucraineană (89,95%), existând în minoritate și vorbitori de română (6,8%) și rusă (2,14%).